# Котляр Петро Володимирович
Петро Котляр (1914 — ?) — радянський футболіст, півзахисник та нападник.

## Кар'єра гравця
Петро Котляр народився в 1914 році. Кар'єру футболіста розпочав у 1939 році в складі київського «Динамо», яке на той час виступало в вищій лізі чемпіонату СРСР. Проте основним гравцем у складі динамівців стати так і не зумів. Загалом в 1939 році у футболці «Динамо» відіграв 3 поєдинки: 24 травня 1939 року — проти ленінградського «Динамо», 9 червня 1939 року — проти ЦБЧА (Москва) та 14 червня 1939 року — «Торпедо (Москва)»
З 1947 по 1949 роки захищав кольори іншого столичного клубу, БО (Київ), який виступав у першій лізі чемпіонату СРСР.
На межі 40-50 років очолював хокейну команду «Динамо», котра брала участь в чемпіонатах УРСР.